# Giuseppe Adami
Giuseppe Adami (Róma, 1915. július 14. – Róma, 2007. február 7.) olasz nemzetközi labdarúgó-játékvezető.

## Pályafutása

### Nemzeti játékvezetés
A játékvezetői vizsgát 1947-ben tette le. A küldési gyakorlat szerint rendszeres partbírói tevékenységet is végzett. Játékvezetői minősítésként 1951-ben a Serie C, 1954-ben a Serie B, 1956-ban a Serie A játékvezetőjének minősítették. A nemzeti játékvezetéstől 1964-ben vonult vissza. Seria A mérkőzéseinek száma: 105.

### Nemzetközi játékvezetés
Az Olasz labdarúgó-szövetség Játékvezető Bizottsága (JB) terjesztette fel nemzetközi játékvezetőnek, a Nemzetközi Labdarúgó-szövetség (FIFA) 1960-tól tartotta nyilván bírói keretében. Több nemzetek közötti válogatott és klubmérkőzést vezetett, vagy működő társának partbíróként segített. Az olasz nemzetközi játékvezetők rangsorában, a világbajnokság-Európa-bajnokság sorrendjében többedmagával a 43. helyet foglalja el 1 találkozó szolgálatával. Az aktív nemzetközi játékvezetéstől 1964-ben búcsúzott. Nemzetközi mérkőzéseinek száma: 93. Válogatott mérkőzéseinek száma: 3.

#### Labdarúgó-Európa-bajnokság
Az európai-labdarúgó torna döntőjéhez vezető úton Spanyolországba a II., az 1964-es labdarúgó-Európa-bajnokságra az UEFA JB játékvezetőként foglalkoztatta.

##### 1964-es labdarúgó-Európa-bajnokság

###### Selejtező mérkőzés
| Időpont          | Helyszín               | Mérkőzés típusa                 | Mérkőzés            | Eredmény | Nézők száma |
| ---------------- | ---------------------- | ------------------------------- | ------------------- | -------- | ----------- |
| 1963. január 23. | Olimpiai Stadion, Róma | előselejtező harmadik találkozó | Bulgária–Portugália | 1 : 0    | 2 336       |

### Nemzetközi kupamérkőzések
Vezetett kupadöntők száma: 1

#### Vásárvárosok kupája
Az UEFA JB elismerve szakmai felkészültségét megbízta a döntő találkozó irányításával. A tornasorozat 9. döntőjének – 2. olasz – bírója.
| Időpont          | Helyszín                 | Mérkőzés típusa     | Mérkőzés                   | Eredmény | Nézők száma |
| ---------------- | ------------------------ | ------------------- | -------------------------- | -------- | ----------- |
| 1963. június 12. | Maksimir Stadion, Zágráb | döntő első mérkőzés | GNK Dinamo Zagreb–Valencia | 1 : 2    | 40 000      |

## Sportvezetőként
1968-1972 között helyettes biztos a CAN AB -nél, 9 évig alelnöke az AIA -nak, az olasz Játékvezető Bizottságnak. 1986-tól a CAI tagja. FIFA/UEFA ellenőrként 1981–1987 között tevékenykedett.

## Szakmai sikerek
- Az Serie A bajnoki évadban szakmai munkájának elismeréseként az Olasz Labdarúgó-szövetség JB a Dr. Giovanni Mauro alapítvány elismerő díjával jutalmazta.
- 1963-ban a Seminatore d'oro címet kapta.